# Information Engineering
Information Engineering ist eine zusammenfassende Bezeichnung für die Methodik (d. h. die Methoden, Techniken, Werkzeuge und deren Anwendung) des Informationsmanagements, ein zentraler Begriff der Wirtschaftsinformatik, der u. a. zur Bezeichnung von Lehrstühlen, Instituten, Fächern und (an Fachhochschulen) Studiengängen verwendet wird (Kurzbezeichnung: IE). In die Fachliteratur eingeführt von Clive Finkelstein, nach anderer Ansicht von James Martin; beide verstehen darunter die Anwendung formaler Methoden für die Planung (planning), die Analyse (analysis), den Entwurf (design) und die Realisierung (construction) von Informationssystemen auf unternehmensweiter Basis oder in wesentlichen Unternehmensbereichen. Die Methoden bauen aufeinander auf und sind in gewisser Weise voneinander abhängig.

## Definition nach James Martin
James Martin formuliert dies so: „The application of an interlocking set of formal techniques for the planning, analysis, design and construction of information systems, applied on an enterprisewide basis or across a major sector of an enterprise“.
Weil Unternehmen komplex und kompliziert sind, sind unternehmensweite Planung, Analyse, Entwurf und Realisierung von Informationssystemen ohne Werkzeuge nicht möglich. Unter Bezugnahme auf Werkzeuge wird Information Engineering von J. Martin wie folgt definiert: „An interlocking set of automated techniques in which enterprise models, data models, and process models are built up in a comprehensive knowledge base and are used to create and maintain data processing systems“.

## Definition nach Clive Finkelstein
Clive Finkelstein betont den personalen Aspekt von Information Engineering, wenn er feststellt: „The availability of managers and users with an expert knowledge of their business … is an essential requirement“. Weiter fordert er von Managern und Benutzern einerseits und professionellen Entwicklern andererseits Partnerschaft. Er definiert Information Engineering wie folgt: „Information Engineering is an integrated set of techniques, based on corporate strategic planning, which results in the analysis, design and development of systems which supports those plans exactly. Information Engineering is applied by managers and users with no knowledge of computers, but instead with an expert knowledge of their business – in conjunction with expert systems which provide rapid feedback to management for refinement of the strategic plans“.
Ein weiteres Merkmal der Definition von Clive Finkelstein ist, dass Information Engineering auf der strategischen Planung basiert. Da in der Praxis auch Vorgehensweisen als Information Engineering bezeichnet werden, die „von unten nach oben“ verlaufen, wird zwischen zwei grundsätzlich unterschiedlichen Ansätzen unterschieden.

## Ansätze
Clive Finkelstein und andere Autoren bezeichnen den in der Praxis verbreiteten Ansatz als konventionelles oder auch als dv-getriebenes Information Engineering. Konventionelles Information Engineering geht von den im Unternehmen bestehenden Funktionen oder Prozessen aus. Modernes Information Engineering ist unternehmensorientiertes, geschäftsgetriebenes Information Engineering (im Original als DP-driven bzw. business-driven bezeichnet). Es geht von den strategischen Unternehmenszielen aus und schreitet „von oben nach unten“ fort (insbesondere über das bestehende, veränderte oder neue Geschäftsmodell), bis es bei den Funktionen und Prozessen angelangt ist, die implementiert werden. Mit anderen Worten: Modernes Information Engineering folgt dem Top-down-Ansatz.
Eine auf die Bedürfnisse der Praxis ausgerichtete Kennzeichnung von Information Engineering wird mit folgenden Grundsätzen gegeben (nach Ernst & Young International, Ltd.):
- Betonung der gemeinsamen Datennutzung: Daten und ihre Struktur werden unabhängig von der Anwendungsaufgabe analysiert. Es werden Datenmodelle verwendet, um Geschäftsdaten anwendungsübergreifend und so zu definieren, dass der unternehmensweite Datenbedarf erfüllt und die gemeinsame Datennutzung gefördert werden.
- Benutzerorientierung: Während des gesamten Konstruktionsprozesses wird die Rolle der Benutzer betont, indem Methoden, z. B. kritische Wettbewerbsfaktoren, Joint Sessions (JST) und Prototyping verwendet werden.
- Strategische Grundlage: Entschlossenes und dauerhaftes Engagement des Top-Managements, was durch Definition der Ziele und Zielvorgaben sichergestellt wird. Die Verwendung kritischer Wettbewerbsfaktoren sichert, dass für das Unternehmen strategisch sinnvolle Informationssysteme geschaffen werden.
- Schwerpunkt auf Geschäftsanalyse: Planung, Analyse und Design werden mehr Bedeutung zugemessen als der Implementierung, indem konzeptuelle und logische Modelle von Unternehmensdaten und Geschäftsprozessen geschaffen und verwendet werden.
- Rigorose Methodenanwendung: Durch den Einsatz formaler Methoden in allen Phasen des Entwicklungsprozesses wird Konsistenz gesichert und Prüfung auf Korrektheit ermöglicht.
- Automatisierung der Methoden: Durch Werkzeuge wird die Produktivität der Systementwicklung und der Wartung gesteigert sowie die Koordination und Aktualisierung der Daten ermöglicht, mit denen überprüft werden kann, ob die Informationssysteme die kritischen Wettbewerbsfaktoren dauerhaft unterstützen.
- Kommunikation: Durch Verwendung grafischer Modelle wird die Verständigung zwischen Entwicklern und Benutzern gefördert.
- Dekomposition: Da die erfolgreiche Bearbeitung komplexer und komplizierter Systeme nicht möglich ist, wird deren systematische Zerlegung unterstützt.
- Joint-Session-Technik: Es wird eine durchstrukturierte Workshop-Umgebung verwendet, die durch bestimmte Moderationsregeln, visuelle Hilfsmittel und CASE-Werkzeuge unterstützt wird.

## Methoden / Techniken
Typische Beispiele für Information Engineering sind folgende Methoden und Techniken (mit den entsprechenden Werkzeugen):
- Strategisches Information Engineering: Szenariotechnik; Portfolioanalyse; Erfolgsfaktorenanalyse; Kennzahlensysteme; Wirtschaftlichkeitsanalyse; Nutzwertanalyse; Evaluierungsmethoden (Evaluation); Vorgehensmodelle.
- Administratives Information Engineering: Methoden der Benutzerbeteiligung; Methoden des Geschäftsprozessmanagements; Methoden des Wissensmanagements; Methoden der Aufwandsschätzung; Methoden der Kosten- und Leistungsrechnung; Benchmarking; Checklisten; Risikoanalyse; Qualitätsmodelle.
- Operatives Information Engineering: Hardware- und Software-Monitoring; Abrechnungssysteme; Serviceebenen-Vereinbarungen.

Einige Methoden bzw. Techniken ergänzen sich, beispielsweise Kennzahlensysteme und Methoden der Kosten- und Leistungsrechnung für das Controlling als Querschnittsaufgabe auf allen drei Ebenen des IM-Modells. Einige Methoden und Techniken sind auch als Subsysteme anderer Methoden bzw. Techniken zu verstehen bzw. in diesem Sinn zu verwenden, beispielsweise ergänzen Methoden der Aufwandsschätzung die Methoden der Kosten- und Leistungsrechnung, indem sie das für Kostenrechnungszwecke erforderliche Mengengerüst (vor allem den Personalaufwand) ermitteln helfen. Die komplexen und komplizierten Zusammenhänge zwischen den Methoden und Techniken können ohne Kenntnisse über diese Methoden und Techniken nicht näher erläutert werden.

## Studiengang Information Engineering

### Deutschland
Einige wenige Hochschulen in Deutschland bieten Information Engineering mittlerweile als vollwertigen Studiengang (neben der eigentlichen Informatik) an.
Das Studium gestaltet sich praxisorientiert und verzichtet auf fundiertere theoretische/mathematische Exkurse. Gänzlich werden diese jedoch nicht ausgespart, gehören sie doch zum grundlegenden Wissen im Bereich der Informationswissenschaft.
Durch die Hochschulreform wird dieser junge Studiengang ausschließlich als Bachelor-/Master-Studiengang angeboten.
Das Karlsruher Institut für Technologie (KIT) bietet einen Bachelor- sowie Masterstudiengang mit der Bezeichnung „Information Engineering and Management“ an.

### Österreich
In Österreich kann Information Engineering als berufsbegleitendes Master-Studium (Studiengang „Information Engineering und -Management“ am Campus Hagenberg der FH Oberösterreich, der Sitz der Fakultät für Informatik, Kommunikation und Medien ist) oder auch als Spezialisierungsfach im Studiengang Wirtschaftsinformatik belegt werden (Johannes Kepler Universität Linz).